# North American XB-21
Die North American Aviation XB-21 Dragon (Model NA-21) war ein Bombenflugzeug des US-amerikanischen Herstellers North American Aviation, Inc aus den 1930er Jahren, von dem nur ein Exemplar hergestellt wurde.

## Geschichte
Am 15. Januar 1936 reichte North American mit der NA-21 einen Entwurf für einen zweimotorigen Höhenbomber als Antwort auf das USAAC Circular Proposal 36-528 (deutsch etwa: Rundschreiben mit der Aufforderung zur Abgabe eines Konstruktionsvorschlags) ein. Der Erstflug des nachfolgend beauftragten Prototyps erfolgte am 22. Dezember 1936 mit Tommy Tomlinson, der umfangreiche Erfahrungen im Höhenflug aufweisen konnte, am Steuer. Zu Beginn der Erprobung waren der vordere Waffenturm und der Waffenstand auf dem Rumpfrücken durch Verkleidungen ersetzt worden. Als Maximalgeschwindigkeit wurden 354 km/h ermittelt, im späteren Verlauf entfernte man die Turbolader und rüstete die Triebwerke mit neuen Verkleidungen und Abgasführungen aus. Bei weiteren Flügen erhielten die Propeller auch Nabenhauben, jedoch ohne dass sich eine Leistungsverbesserung ergab.
Nach der Werkserprobung bei North American wurde die NA-21 im März 1937 zum Wright Field in Ohio zur weiteren Flugerprobung durch das US Army Air Corps (USAAC) überführt. Auch die weiteren Flüge verliefen ohne Zwischenfälle, die NA-21 (später als NA-39 bezeichnet) erhielt jedoch vom USAAC keinen Auftrag zur Serienproduktion. Ein Auftrag des USAAC fünf weitere Flugzeuge (YB-21) zur Einsatzerprobung zu liefern, wurde kurz danach widerrufen. Das Flugzeug kehrte zu North American zurück und wurde Anfang 1939 als XB-21 vom USAAC für 555.000 US-Dollar angekauft. Es erhielt dann die Seriennummer 38-485 und den Namen Dragon (Drachen). Bis zur Ausmusterung verwendete man die XB-21 weiterhin für Forschungsflüge, wobei North American die gewonnenen Erfahrungen später bei der Entwicklung verwenden konnte. Der Name Dragon wurde für die Douglas B-23 nochmal vergeben.
Dass die zur gleichen Zeit entwickelte Douglas B-18 Bolo in namhaften Stückzahlen (351 Exemplare) produziert wurde, trotz den gegenüber der XB-21 geringeren Leistungen, ist vor allem durch den hohen Preis der North American Konstruktion zu erklären. So kostete die XB-21 122.600 US-Dollar, während die B-18 für lediglich 63.977 US-Dollar beschafft werden konnte.

## Konstruktion
Der Prototyp war ein Mitteldecker mit aluminiumbeplankten Tragflächen und Rumpf. Alle Steuerflächen waren stoffbespannt. Der sehr tiefe vordere Rumpf besaß im unteren Rumpfbereich eine Stufe, die den Anschluss an den schlanken hinteren Teil herstellte. Um Gewicht zu sparen und das Tankvolumen zu vergrößern, wurde das Flügelmittelstück mit DuPrene einem damals neuen Dichtungsmittel von DuPont abgedichtet. Man sparte 450 kg an Gewicht, da man keine einzelnen separaten Tanks einbauen musste, und es konnten so 9000 Liter an Treibstoff mitgeführt werden. Die Tragflächen besaßen statisch und aerodynamisch ausgeglichene Querruder sowie Spreizklappen.
Der Rumpf war in Halbschalenbauweise ausgeführt und hatte mit einer Breite von 2,1 m und einer Tiefe von 3,6 m ungewöhnliche große Abmessungen. Der zehnköpfigen Besatzung wurde ein gewisser Komfort geboten, da neben größtmöglichem Schallschutz und einer Heizung, auch zwei Liegen für Ruheperioden auf Langstreckeneinsätzen und ein Sperry-Autopilot vorgesehen wurde.
Der Antrieb bestand aus zwei Pratt & Whitney R-2180-1 Hornet Sternmotoren, die mit F-10 Turboladern für den Höheneinsatz ausgerüstet waren und jeweils eine Leistung von 1200 PS (895 kW) lieferten. Das Fahrwerk fuhr hydraulisch nach hinten in die Triebwerksgondeln ein, deren unterer Teil gegen den Rumpf abgestrebt waren. Maximal konnte eine Bombenlast von 4500 kg mitgeführt werden.

## Technische Daten
| Kenngröße             | Daten                                                                    |
| --------------------- | ------------------------------------------------------------------------ |
| Besatzung             | 10                                                                       |
| Länge                 | 18,80 m                                                                  |
| Spannweite            | 28,90 m                                                                  |
| Höhe                  | 4,50 m                                                                   |
| Flügelfläche          | 104 m²                                                                   |
| Leermasse             | 8655 kg                                                                  |
| Flugmasse             | 12.362 kg                                                                |
| Marschgeschwindigkeit | 306 km/h                                                                 |
| Höchstgeschwindigkeit | 354 km/h                                                                 |
| Dienstgipfelhöhe      | 7620 m                                                                   |
| Reichweite            | 3154 km                                                                  |
| Triebwerke            | 2 × Pratt & Whitney R-2180-1 Hornet Sternmotoren mit je 1200 PS (895 kW) |
| Max. Bombenlast       | 4536 kg                                                                  |